# Autoroute A48
L'autoroute A 48 od autoroute du Dauphiné è un'autostrada francese che permette il collegamento tra Lione e Grenoble. Ha inizio presso Cessieu dall'autoroute A43, si dirige a sud-est ed incrocia l'autoroute A49 a sud di Voiron. Risale l'Isère fino a Saint-Égrève, alle porte di Grenoble, dove viene proseguita dall'autoroute A480 e dalla route nationale 481.